# Olsztyn (Šlezijsko vojvodstvo)
Olsztyn je mesto na jugu Poljske in sedež istoimenske občine. Leži okrog 25 km jugovzhodno od Čenstohove. V Olsztynu so razvaline srednjeveškega gradu. Skozi naselje vodi Pot orlovih gnezd.
1. januara 2022 dobil status mesta. Prej imel je ta status v letih 1488–1870.

## Galerija
- Razvaline gradu
- Glavni trg
- Cerkev
- Hribi v Olsztynu